# マリオ・ノヴェッリ
　　　　イタリアのバスケットボール選手については「マリオ・ノヴェッリ (バスケットボール)」をご覧ください。
マリオ・ノヴェッリ（Mario Novelli　本名不明、1940年2月26日 - 2016年8月21日）はイタリアの映画俳優、スタントマン。

## 人物
ラツィオ州ローマ出身。
息子のアレッサンドロ・ノヴェッリ（Alessandro Novelli）とエミリアーノ・ノヴェッリ（Emiliano Novelli）もスタントマンである。
マリオ・ノヴェッリにはクレジット名義が複数存在し、トニー・フリーマン（Tony Freeman）、アントニー・フリーマン（Antony Freeman）、アンソニー・フリーマン（Anthony Freeman）、トニー・サンダース（Tony Sanders）がある。

## 俳優として
インターネット・ムービー・データベースによるとイタリアでも部分的に撮影されたデルマー・デーヴス監督のハリウッド史劇大作『ディミトリアスと闘士』（1954年）の剣闘士役がキャリアの始まりとなっている。
1960年代からはペプラム物の剣闘士や屈強な男役で少しずつ目立つ存在となり、『拳銃のバラード』（1967年）や『デンジャーパスの二本の十字架』（1967年/未ソフト化）等のマカロニ・ウエスタンやアクション映画でアクションの出来る悪役俳優として存在感を示した。『ガンマン無頼』（1966年）のオープニング・クレジットの背景に映し出される賞金稼ぎと逃亡者の銃撃戦で、賞金稼ぎを演じたのがノヴェッリである。この場面は『続・荒野の用心棒』（1966年）でアクション演出と銃火器を担当したレモ・デ・アンジェリスが演出した。
1980年代以降はイタリアで撮影されたハリウッド映画にも端役あるいはスタントとして参加し、リチャード・ドナー監督の『レディホーク』（1985年）やジョン・フランケンハイマー監督の『イヤー・オブ・ザ・ガン』（1991年）がある。その後、1990年代末には出演履歴が途切れている。
ルチオ・フルチ監督の『未来帝国ローマ』（1984年/未/ビデオ）ではトニー・サンダースの変名を用いた。本作はアーノルド・シュワルツェネッガー主演の『バトル・ランナー』（1987年）の先駆け的な作品でもある。ジャレッド・マーティン、フレッド・ウィリアムスン、ハワード・ロス、アル・クライヴァー、クラウディオ・カッシネッリ、ドナルド・オブライエン、アル・ヤマノウチ、オメロ・カパンナ等の異相の俳優が多く出演していた。

## スタントマンとして
元々はスタントマンだが、スタント・コーディネーターとしてクレジットされる様になったのはかなり後だった。尚、スタントマンとしての活動時期は1950年代から最晩年の2016年と半世紀以上に上る。
1980年代末にはフランク・ヴァレンティの変名を用いたピエールルイジ・チリアーチの監督作品に目立って参加した。『デルタフォース・コマンド』（1987年）、『地獄のファイター2/怒りの戦士』（1988年/未/ビデオ/TV放映）、『アフガン・フォース/戦場の黙示録』（1989年）、チリアーチが第二班監督を担当した『ザ・トレイン』（1989年）ではスタント・コーディネーターを担当した。また、『ザ・トレイン』では息子のアレッサンドロがスタント・コーディネ－ター助手を務め、翌年のチリアーチ監督作品『デルタフォース・コマンド/暁の奪還』（1990年）では独り立ちした。以上の作品の殆どが旧ユーゴ・スラヴィアで撮影された（『デルタフォース・コマンド』はイタリアとブラジルでロケ）。

## フィルモグラフィ
- 『ディミトリアスと闘士』（1954年）（クレジットなし）デルマー・デーヴス監督
- 『ソドムとゴモラ』（1962年）（クレジットなし）ロバート・アルドリッチ、セルジオ・レオーネ共同監督
- 『ガンマン無頼』（1966年）フェルナンド・バルディ（フェルディナンド・バルディ）監督
- 『拳銃のバラード』（1967年）アルフィオ・カルタビアーノ監督
- 『ガンマン渡世』（1967年/未ソフト化）ヴァンス・リュウイス（ルイジ・ヴァンツィ監督）
- 『黄色い戦場』（1968年）アルベルト・ラトゥアーダ監督
- 『行け、野郎、撃て！』（1971年/未/DVD）アルド・フローリオ監督
- 『聖水ジョー』（1971年/未ソフト化）マリオ・ガリアッツォ監督
- 『ミラノ・カリブロ9』（1972年/未/DVD）フェルナンド・ディ・レオ監督
- 『ザ・シシリアン/復讐の挽歌』（1976年/未/ビデオ）フェルナンド・ディ・レオ監督
- 『タタール人の砂漠』（1976年/未/ビデオ）ヴァレリオ・ズルリーニ監督
- 『カリフォルニア/ジェンマの復讐の用心棒』（1976年/未/TV放映/ビデオ）ミケーレ・ルーポ監督
- 『狂戦士サングラール』（1982年/未/ビデオ）ミケーレ・マッシモ・タランティーニ監督
- 『死霊の暗殺/エトルスカン』（1982年/未/ビデオ）セルジオ・マルティーノ監督
- 『未来帝国ローマ』（1984年/未/ビデオ）ルチオ・フルチ監督
- 『レディホーク』（1985年）（クレジットなし）リチャード・ドナー監督
- 『デルタフォース・コマンド』（1987年）（スタント・コーディネーターも）フランク・ヴァレンティ（ピエールルイジ・チリアーチ）監督
- 『地獄のファイター2/怒りの戦士』（1988年/未/ビデオ/TV放映）（スタント・コーディネーターも）フランク・ヴァレンティ（ピエールルイジ・チリアーチ）監督
- 『ザ・トレイン』（1989年）（スタント・コーディネーターも）ジェフ・クィニー監督
- 『アフガン・フォース/戦場の黙示録』（1989年）（スタント・コーディネーターも）フランク・ヴァレンティ（ピエールルイジ・チリアーチ）監督
- 『デルタフォース・コマンド/暁の奪還』（1990年）（クレジットなし）フランク・ヴァレンティ（ピエールルイジ・チリアーチ）監督